# Robert Beaser

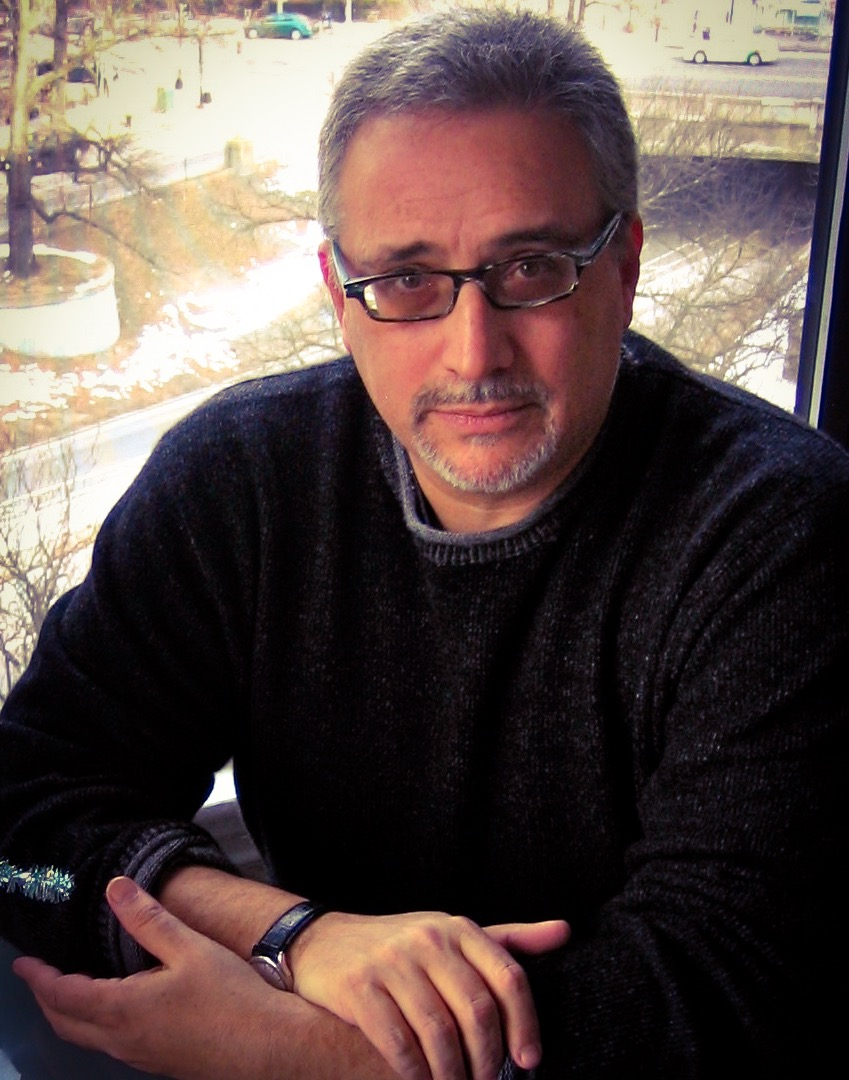
Robert Beaser, 2010

Robert Harry Beaser (* 24. Mai 1954 in Boston/Massachusetts) ist ein US-amerikanischer Komponist, Dirigent und Musikpädagoge.

## Leben und Wirken
Bereits im Alter von sechzehn Jahren dirigierte Beaser die Boston Youth Symphony bei der Aufführung eines eigenen Orchesterwerkes. Er studierte politische Philosophie und Literatur an der Yale University und Komposition an der Yale School of Music bei Jacob Druckman, Earle Brown, Toru Takemitsu, Arnold Franchetti und Yehudi Wyner. Seine Lehrer als Dirigent waren Otto-Werner Mueller, Arthur Weisberg und William Steinberg. Die Kompositionsstudien setzte er 1976 in Tanglewood bei Betsy Jolas und als Gewinner eines Rompreises 1977 bei Goffredo Petrassi fort.
Von 1978 bis 1990 war Beaser Dirigent der Musical Elements, eines in New York ansässigen Kammerensembles für Neue Musik, mit dem er mehr als zweihundert Werke zeitgenössischer Komponisten zur Uraufführung brachte, von 1988 bis 1993 Composer in Residence des Meet-the-Composer-Programms des American Composers Orchestra. Bis 2001 wirkte er als künstlerischer Leiter des Orchesters, mit dem er u. a. mehrere eigene Werke in der Carnegie Hall uraufführte, darunter The Heavenly Feast (mit der Sopranistin Lauren Flanigan), Chorale Variation, Seven Deadly Sins und sein Klavierkonzert. Seit 1993 war Beaser Professor an der Juilliard School, 1994–2018 Dekan des Fachbereichs Komposition. 2023 wurde er nach Ermittlungen wegen sexuellen Fehlverhaltens von der Juilliard School entlassen.
Als Komponist wird Beaser den new tonalists zugerechnet, einer Gruppe um die Mitte des 20. Jahrhunderts geborener amerikanischer Komponisten um Daniel Asia, Richard Danielpour, Michael Daugherty, Elliott Goldenthal, Aaron Jay Kernis, Libby Larsen, Lowell Liebermann, Paul Moravec, Christopher Rouse und George Tsontakis, die die teils hermetische Tonsprache des späten musikalischen Modernismus ablehnen und sich wieder einer mehr tonalen Musik in traditionellen Formen zuwenden. Seinen ersten Erfolg hatte er mit den Mountain Songs (für Flöte und Gitarre), die 1986 für einen Grammy als beste zeitgenössische Komposition nominiert wurden.
Für das Baltimore Symphony Orchestra und dessen Dirigenten David Zinman komponierte er 1994 The Heavenly Fest, im Auftrag der Glimmerglass Opera, der New York City Opera und WNET-TV entstand 1999 seine Oper The Food of Love. Weiterhin erhielt er Kompositionsaufträge von Künstlern wie Leonard Slatkin, Paula Robinson, Richard Stoltzman, Eliot Fisk, James Galway, Lauren Flanigan, John Aller, Ransom Wilson, Carol Wincenc, Dawn Upshaw, David Zinman, Gerard Schwarz, Dennis Russell Davies, Christopher Taylor, Manuel Barrueco, Renée Fleming, Lukas Foss, Paul Sperry, Kim Kashkashian, Alasdair Neale und Steward Robertson, die seine Werke zur Uraufführung brachten und teilweise einspielten.
2004 wurde er zum Mitglied der American Academy of Arts and Letters gewählt.